# Самбо на играх стран БРИКС 2024
Соревнования по самбо на Играх стран БРИКС 2024 года проходят 13-14 июня во Дворце единоборств «Ак Барс». В соревнованиях приняли участие 150 спортсменов из 18 стран. Соревнования по боевому самбо не проводились.
Российская сборная из 14 представителей была сформирована по итогам молодёжного первенства России до 24 лет, прошедшем в январе 2024 года в городе Кстово (Нижегородская область).

## Медалисты

### Мужчины
| Весовая категория | Золото                         | Серебро                            | Бронза                                                       |
| ----------------- | ------------------------------ | ---------------------------------- | ------------------------------------------------------------ |
| до 58 кг          | Павел Иванов · Россия          | Владислав Бурдь · Беларусь         | Ильхом Пармонов · Узбекистан Мунхбат Генендарян · Монголия   |
| до 64 кг          | Кирилл Бажин · Россия          | Сардор Олимджонов · Узбекистан     | Артур Манукян · Армения Сорбон Латифов · Таджикистан         |
| до 71 кг          | Убайдилло Муминов · Узбекистан | Владислав Мардусевич · Беларусь    | Амир Хакуй · Россия Рахман Напиджев · Республика Абхазия     |
| до 79 кг          | Даниил Орлов · Россия          | Хадбаатар Наранкхуу · Монголия     | Убаиди Диваштич · Таджикистан Шухрат Нормуродов · Узбекистан |
| до 88 кг          | Аслан Абазов · Россия          | Жамалбек Асулбек Уулу · Кыргызстан | Данил Патачуц · Беларусь Зафар Олимшоев · Таджикистан        |
| до 98 кг          | Кирилл Князьков · Россия       | Еркин Козоков · Узбекистан         | Арсен Ханджян · Армения Расул Айдамиров · Азербайджан        |
| свыше 98 кг       | Степан Солдатенков · Россия    | Нурбек Туряев · Узбекистан         | Искандер Саралаев · Кыргызстан Дмитрий Хохлов · Беларусь     |

### Женщины
| Весовая категория | Золото                           | Серебро                     | Бронза                                                             |
| ----------------- | -------------------------------- | --------------------------- | ------------------------------------------------------------------ |
| до 50 кг          | София Емелюкова · Россия         | Анфиса Капаева · Беларусь   | Сарантуя Гунджиндкахам · Монголия Канушай Аманкулова · Кыргызстан  |
| до 54 кг          | Нехиитбаатар Байярмаа · Монголия | София Циброва · Россия      | Таня Радулова · Болгария Алёна Купава · Беларусь                   |
| до 59 кг          | Эльмира Кахраманова · Россия     | Татьяна Мацко · Беларусь    | Алаа Рагаб · Египет Муштарай Джаркова · Узбекистан                 |
| до 65 кг          | Даниэла Ждан · Беларусь          | Екатерина Голубева · Россия | Мираида Медетбек Кызы · Кыргызстан Сунджидмаа Цор-Очир · Монголия  |
| до 72 кг          | Евгения Чиреш · Россия           | Анжела Жилинская · Беларусь | Байрсаикхан Батболд · Монголия Мухлиса Турдиева · Узбекистан       |
| до 80 кг          | Карина Шут · Беларусь            | Ксения Задворнова · Россия  | Индира Елмуратова · Узбекистан                                     |
| свыше 80 кг       | Ольга Михеева · Россия           | Валерия Хрущёва · Беларусь  | Феруза Хурозова · Узбекистан Присцилла Родригез Де Суза · Бразилия |